# Gilles-François Boulduc

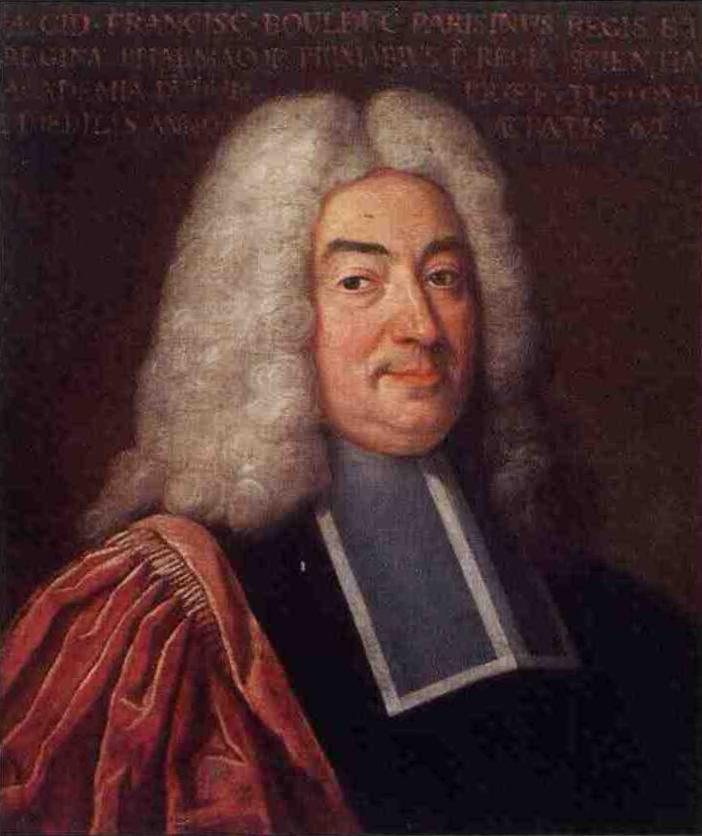
Gilles-François Boulduc

Gilles-François Boulduc  (* 10. Februar 1675 in Paris; † 17. Januar 1741 in Versailles) war ein französischer Chemiker.
Boulduc war der Sohn des Apothekers und Demonstrators für Chemie an der Academie des Sciences Simon Boulduc (1652–1729). Er ging in die Apothekerlehre, studierte die Descartesche Physik bei Pierre-Sylvain Régis und Medizin bei Saint-Yon am Jardin du Roi sowie ab 1699 Chemie bei seinem Vater an der Academie des Sciences. 1695 wurde er in die Apothekergilde aufgenommen und forschte ab 1699 an der Academie des Sciences, an der er 1716 Hilfschemiker (Adjoint chimiste)  und 1727 assoziierter Chemiker (Associé Chimiste) als Nachfolger von François Petit wurde. Dort analysierte er vor allem organische Substanzen und Arzneistoffe. Unzufrieden mit der Methode der trockenen Destillation untersuchte er die Verwendung verschiedener Lösungsmittel und untersuchte zum Beispiel die Unterschiede wässriger und alkoholischer Lösung organischer Substanzen. Unter anderem befasste er sich mit Abführmitteln (wie Rhabarber), mit verschiedenen Salzen (Seignettesalz, Magnesiumsulfat (Epsom Salz)) und analysierte Mineralwasserquellen. Wie sein Vater war er Demonstrator für Chemie am Jardin du Roi.
Er wurde zwar 1727 volles Mitglied der Academie des Sciences, war aber anderweitig zu beschäftigt, um viel an ihren Sitzungen teilzunehmen. So war er ab 1712 erster Apotheker des Königs (sowie zum Beispiel ab 1735 bis 1742 der Königin und 1705 bis 1722 von Liselotte von der Pfalz) und sicherte diesen Posten auch ein Jahr vor seinem Tod für seinen vierzehnjährigen Sohn. 
1709 bis 1711 stand er der Apothekergilde von Paris vor. 1726 wurde er Échevin bei der Stadt Paris. Diese unterstützten die Prévôt des marchands (Vorsteher der Kaufmannsgilde).